# Sekundärvägg
Sekundärvägg hos växter bildas av olika celltyper, i bland annat xylem och floem, såsom trakeider, libriformfibrer och kärlceller. Denna vägg bildas innanför primärväggen sedan cellen har nått sin fulla utsträckning. Den är i regel betydligt tjockare än primärväggen och har ofta en annan sammansättning än primärväggen. I vedceller som tracheider, libriformfibrer och kärlceller består sekundärväggen av tre lager, S1, S2 och S3 varav S1 är det yttersta närmast primärväggen och S3 det innersta närmast lumen. S2 lagret är i regel det överlägset tjockaste. De viktigaste skillnaderna mellan lagren är att ligninhalten är högre i S3 lagret och att cellulosafibrilvinkeln (mot cellriktningen) är mindre i S2 lagret än i de övriga lagren vilket har stor betydelse för de mekaniska egenskaperna hos en vedcell.
I reaktionsved kan uppdelningen av underlagren i sekundärväggen vara annorlunda organiserar är i normal ved.